# Наводнение
Наводнение се нарича временното заливане на дадена земна местност или територия с огромно количество вода вследствие на повишаването на нивото на река, езеро, море или океан. Причините за повишаването на нивото на тези водни басейни могат да бъдат различни – проливни дъждове, топене на снегове, разрушаване на язовирна стена, или образуване на цунами. Наводненията може да са следствие и от различни селскостопански дейности като напояване, ерозиране на почвата, дренажи и други.
Те могат да нанесат значителни щети на сгради, коли, мостове, пътища и дори да отнемат живота на животни и хора, особено в по-бедните страни, където няма осигурена защита срещу тях. Някои от тях се образуват бавно, докато други се появяват само за броени минути. Наводненията са едни от най-катастрофалните природни бедствия и засягат милиони, всяка година, по целия свят. Науките, които се занимават с подобни явления са хидрологията и рисковият анализ.
При наводнения е опасно укриването в подлези и надлези.

## Основни типове наводнения

### Речно наводнение
Този тип наводнения се появят във всички видове речни басейни, от най-малките ефимерни потоци до най-големите реки в света.

#### Бавен тип
Те се срещат най-често в големи реки с големи водосборни басейни. Увеличението на потока може да бъде резултат от продължителни валежи, бързо снеготопене, мусони, урагани, или тропически циклони, които карат реката да излезе от коритото си. Въпреки това големите реки могат да имат и наводнения от бърз тип в райони със сух климат, тъй като те могат да имат големи басейни, но малки речни канали и валежите може да са много интензивни в по-малки области на тези басейни. Свлачища, плаващи отломки и лед могат да задръстят коритото на реката и също да предизвикат бавно наводнение.

#### Бърз тип
Наводненията от бърз тип, включително внезапните наводнения, често се появяват в по-малки реки, реки със стръмни долини, реки, които в по-голямата част от дължината си текат в непропусклив терен, или обикновено сухи канали. Причината може да бъде резултат от внезапни интензивни гръмотевични бури или от внезапно освобождаване на вода от язовирна стена и ледници в горните течения на реките. Скоростта на потока може да се увеличи от около 50 до 1500 кубични фута в секунда (1,4 до 42 кубични метра в секунда) буквално за една минута.

### Естуарни и крайбрежни наводнения
Естуарното наводнение обикновено се предизвиква от огромни морски приливни вълни, предизвикани от бурни ветрове. Понякога причината за бурните ветрове са тропични или извънтропични циклони.
Крайбрежните зони могат да бъдат наводнени от силни бури в морето, в резултат на които се зараждат вълни надхвърлящи съоръженията за предпазване или в особено тежки случаи – от цунами или тропически циклони. Щормовите приливи от тропически или извънтропически циклони също попадат в тази категория. Изследване на NHC (National Hurricane Center) определя:
| „ | „Щормовият прилив е необичайното издигане на вода, генерирано от буря, над и отвъд прогнозираните астрономически приливи. Щормовият прилив не трябва да се бърка с прилива, причинен от буря, който се определя като покачване на нивото на водата поради комбинацията от щормови и астрономически прилив. Това покачване на нивото на водата може да доведе до екстремни наводнения в крайбрежните райони, особено когато щормовият съвпада с нормалния прилив, в резултат на което се получават приливи, причинени от бури, достигащи в някои случаи до 20 и повече фута.“ | “ |

### Катастрофално наводнение
Катастрофалните крайречни наводнения обикновено са предизвикани от неочаквано събитие, свързвано с големи повреди в инфраструктурата, като скъсване на язовирна стена или като резултат от друго бедствие – земетресение, свлачище или вулканично изригване). Цунами може да предизвика катастрофални крайбрежни наводнения, най-често в резултат от подводни земетресения.

### Градско наводнение

#### Предизвикано от природни явления
Това е наводнение на земя или имот в застроена среда, особено в по-гъсто населени райони, причинено от валежи, които надвишават капацитета на дренажните системи и дъждовната канализация. Въпреки че понякога се задейства от събития, като валеж или снеготопене, градското наводнение е състояние, характеризиращо се с неговите повтарящи се и системни въздействия върху общностите и може да се случи независимо от това дали засегнатите общности са разположени в рамките на определените заливни зони или в близост до воден басейн.

#### Предизвикано от човека
Освен потенциалната опасност от преливане на реки и езера, снеготопене или дъждове, съществува и друга опасност – повредени водопроводи и канализации. Водата може да се просмуче през стени и подове, или да нахлуе в сградите чрез канализационни тръби, тоалетни и умивалници. Тези повреди може да се дължат на износване или да са грешка на водопроводчици или други работници.
В градските райони ефектът от наводненията може да бъде изострен от съществуващите павирани улици и пътища, които увеличават скоростта на течащата вода.

### Кално наводнение
Калното наводнение е предизвикано от натрупването на оттичащи се води върху обработваема земя. Оттичащите се води откъсват седименти и почвени частици и ги понасят със себе си. Калното наводнение се забелязва най-често когато достигне населените места.

### Други видове наводнения
Наводнения могат да бъдат предизвикани и когато вода се натрупва върху непромокаем терен и не може бързо да се оттече, поради слабо изпарение или други причини. Наводнения се предизвикват също и от някои бобри, които строят бентове. Бобрите могат да нанесат значителна вреда и да наводнят нискоразположени селскостопански и урбанизирани райони.

## Причини

### Продължителни проливни дъждове
Валежите са едни от главните фактори за наводненията. От изключителна важност са количеството, интензивността, релефът, почвата в местността, както и продължителността (времетраенето) на валежите. Някои валежи се изпаряват, други бавно проникват в почвата, но може да произведат и бърз отток върху повърхности като скали, настилка, покриви и замръзнали почви.
В Източна Азия например основната причина за речните наводнения са проливни дъждове, причинени от мусоните, особено в комбинация с тайфуни. Наводненията стават през лятото и засягат големи площи, сред които Бенгалския залив, районът с най-голямо количество валежи на земното кълбо.
Ураганите в района на Карибите временно опустошават района на Мексиканския залив с вълни до осем метра и причиняват наводнения, придружени от силни ветрове и проливни дъждове. Също така тропическите бури често могат да доведат до много силни дъждове.

### Топене на снегове
Резките покачвания на температурата могат да доведат до прииждане на реките от бързото топене на снеговете. Това се случва особено през пролетта, когато размразяването е интензивно или след силни снеговалежи в необичайни размери.

### Цунами
Цунами се формират най-вече по крайбрежията на Тихия океан поради по-голяма сеизмична активност. Често срещано явление са за Япония и другите острови в Тихи океан. Едно цунами може да нанесе огромни поражения на крайбрежните райони. Причините за възникването могат да бъдат земетресения, земни свличания, вулканични изригвания или сблъсък с космически обекти. Това са гигантски вълни с опустошителен ефект в засегнатите крайбрежия или острови. Приливите и отливите също могат да причинят наводнения.

### Повдигане на дъното на реката
Една от причините за наводнение може да бъде повдигането на дъното на реката. В течение на години, постепенно се натрупват различни отлагания, особено в областта на устието и делтата. Наводнението в този случай се получава в продължение на няколко години след началото на процеса, има бавен характер, но е лесно предсказуемо и може да се отстрани и предотврати със съответните почистителни работи.

### Скъсани стени на водохранилища
Това се случва, когато водният резервоар или язовир (включително естествен) вече не може да задържи водата поради различни обстоятелства (като например земетресения). Получава се силен натиск на водата, пропукване или скъсване на язовирната стена или друго преграждение. Изкуствените язовири обикновено имат специални съоръжения за аварийно изпускане на вода, за да се предотврати преливане, но при скъсване водата не може да бъде спряна. Наводненията са много силни и разрушителни (разрушителната сила на водния поток може да бъде по-силна от тази на цунами) и може да се наложи обявяване на бедствено положение. Обикновено този тип наводнение е краткотрайно.

### Спукани водопроводи
Спукването на водопроводни тръби може да стане по различни причини – при разкопки, образуване на пукнатини поради ръжда и прогниване, при строителни работи или земетресения. Обикновено силна струя вода се издига високо във въздуха (до 3 – 4 метра) и започва да залива околността. При изригването, водата може да образува малък кратер.

## Последици

### Негативни последици от наводненията

#### Първични последици
Първичните последици от наводнения включват загуба на живот, увреждане на сгради и други структури, включително мостове, канализационни системи, коли, пътища и канали. Наводненията също често увреждат електрически централи и съоръжения, което води до загуба на енергийни мощности. Това включва загуба на мощността на станции за питейна вода и водоснабдяване, което може да доведе до липса на питейна вода или замърсяване на питейната вода. Може също така да се стигне до загуба на съоръжения за филтриране на отпадъчните води. Липсата на чиста вода и лошата хигиена повишават риска от заболявания като коремен тиф, холера и много други заболявания в зависимост от местоположението на наводнението. Повреди на пътищата и транспортната инфраструктура могат да затруднят мобилизацията и осигуряването на спешна помощ в засегнатите райони. Възможно е също така загуба на земеделска обработваема земя, животински загуби и унищожаване на добиви и реколти, което от своя страна води до недостиг на храна. Някои дървесни видове не могат да оцелеят при продължително наводнение на техните коренови системи.

#### Вторични и дългосрочни последици
Появяват се икономически трудности. Временният спад в туризма, харчене на средства за възстановяване на щетите и недостигът на храна водят до увеличение на цените, което е често срещано явление и ефект от тежките наводнения. наблюдават се и много психологически проблеми при засегнатите, по-специално когато има смъртни случаи, сериозни наранявания и загуба на имущество.
Градските наводнения могат да доведат до постоянна влага в къщите, а оттам увеличаване на дихателните проблеми и други заболявания. Тези наводнения също имат значителни икономически последици за засегнатите квартали. Счита се, че мокри сутерени могат да понижат стойността на имотите с 10 – 25 процента и са сред водещите причини за незакупуване на жилище. Според Федералната агенция на САЩ за извънредни ситуации (FEMA), почти 40% от малките предприятия никога не отварят отново врати след наводнение.

### Положителни последици
Освен разрушителното действие, наводненията могат да имат и благоприятен ефект, особено по-честите и малки по размер наводнения. Те спомагат за презареждане на подземните води, което прави по-плодородна почвата и я обогатява с хранителни вещества, които са в дефицит по принцип. Придошлите води предоставят така необходимите водни ресурси, по-специално в сухите и полусухите райони, където валежите могат да бъдат твърде неравномерно разпределени през цялата година. Сладководните наводнения в частност играят важна роля в поддържането на екосистемите в речните коридори и са ключов фактор в поддържането на биоразнообразието в заливите. Наводненията могат да спомогнат за увеличаване на риболова и за миграцията на някои риби. Като следствие от това някои птици, които се хранят с риба, могат индиректно също да бъдат облагодетелствани от наводненията.
В исторически план периодичните наводнения на река Нил, Инд, или Тигър и Ефрат предпоставят жизненоважни ресурси за оцеляване на древните народи по тези места.

## Контрол и превенция

### Европа
Още помнейки разрушенията от великото наводнение в Париж през 1910, френското правителство построява няколко водохранилища, които предотвратяват обичайните наводнения от река Сена. Лондон е защитен от наводнения от Бариерата на река Темза – голяма механична бариера, която се активира при повишаване на морското ниво. Във Венеция също са изградени много диги и насипи, които едва устояват на по-големите приливи. На река Адидже в северна Италия е изграден подземен канал за оттичащи се води, за да бъде намален риска от естуарни наводнение. Каналът е използван два пъти – през 1966 и 2000. Нидерландия е една от най-нискоразположените страни в света и разполага с най-големите и ефективни защити от наводнение. По крайбрежието на страната са изградени многобройни водохранилища, шлюзове и водозащитни прегради, валове, насипи, диги и бариери. Защитата е изградена след голямото наводнение през 1953 година, засегнало страната. В Санкт Петербург е завършен проект за предотвратяване на наводненията през 2008. Австрия контролира непрекъснато река Дунав вече 150 години, а Северна Ирландия разполага със специална компания, бореща се с наводненията.

### Северна Америка
Друга огромна система за предпазване от наводнение се намира в канадската провинция Манитоба. След наводнението в Уинипег през 1950, за да предпази града от бъдещи наводнения, правителството на Манитоба построява масивна система от насипи, диги, отводнителни бентове. Системата успешно върши своята работа и предпазва Уинипег по време на наводнението през 1997. Съседните градове на Уинипег са без защита и биват сериозно засегнати. Агломерацията на Ню Орлиънс, САЩ, 35% от която е разположена под морското равнище, е защитена от стотици мили насипи и бариери. Тази система претърпява катастрофален провал по време на преминаването на урагана Катрина. Резултатът е наводняването на 50% от агломерацията, като нивото на водата на някои места достига до 8 метра.

### Африка и Азия
В Индия, Бангладеш и Китай са създадени специални селски райони, които да бъдат наводнявани, за да бъдат предпазени градовете. Някои хора смятат, че обезлесяването увеличава риска от наводнения, излагайки теорията, че продължителността на наводнението намалява при наличието на гори. В Египет язовирите на река Нил също предпазват от наводнения.

### Прогнозиране
Възможността за информация за приближаването на наводнение позволява на хората да предприемат подходящи предпазни мерки. Например фермерите, знаейки за предстоящото наводнение, могат да отведат животните си от по-ниските места, а комуналните служби могат да създадат запаси за извънредни ситуации на провизии и материали, за да бъдат в състояние да ги разпределят в случай на проблеми с доставките по време на наводнението. В случай на опасност от голямо наводнение, може да се организира евакуация от опасните места.
С цел да се прогнозират речните наводнения с достатъчна точност, трябва да има на разположение данни за речния отток и зависимостта му от валежите в продължение на достатъчно дълъг период на наблюдение. След това тези данни се сравняват с настоящите показатели. Такива например са нивото на водата в язовири, нивото на подпочвените води, степента на насищане с вода на водоносния хоризонт и др.
Данните на метеорологичните радиолокационни станции за валежите и общите методи за прогнозиране са много важни за предсказване на настъпващите наводнения. В районите, където има данни от дългосрочни наблюдения, интензивността и височина от наводнението може да се предвиди с доста добра точност и за достатъчно дълъг период от време. Службите за прогнозиране на наводненията обикновено дават информация за максималното очаквано ниво на водата и приблизителното време на настъпването му за най-важните места по протежението на дадената река. Също така могат да се изчислят периодите на повторяемост на наводненията. В много страни рискът от наводнения в градските райони се оценява относително към т.нар. „стогодишно наводнение“ – еднократно наводнение, чиято вероятност за поява е приблизително 63% веднъж на сто години.
Според информация на подразделението на Националната метеорологична служба на САЩ в Таунтън, Масачузетс, закономерността е, че при падането на 22 mm валежи в рамките на един час, започва опасно натрупване на вода върху водонепропускливите повърхности, към които обикновено се отнасят голяма част от повърхностите в градските райони. Много подразделения на метеорологичната служба на САЩ издават ръководства за оценка на валежите, които съдържат информация за вида на валежите който трябва да падне, за да започне внезапно или голямо наводнение..
Използва се хеликоптерна и сателитна фотография, която позволява по цвета да се определи дебелината на леда в дадена река, и след физически изчисления, да се разбере доколко се издига водата в реката, къде, кога и за колко време.
Службите за предупреждение при наводнения трябва да предприемат следните действия:
- Да повишат или изменят нивото на опасност от наводнение и да го доведат до вниманието на съответните служби;
- В случай на необходимост да информират населението за опасността от наводнение.

Решението за промяна на текущото ниво на опасност следва да се основава на набор от данни, които включват:
- Надеждност на прогнозните данни и оценяване въз основа на тях на възможното развитие на ситуацията в разглеждания период
- Колко време трябва на населението за реагиране на предупреждението
- Времевият интервал от момента на взимане на решението за опасността до информирането на населението
- Необходимостта да се избегнат ненужните предупреждения, тъй като те могат да доведат до значителни разходи и намаляване на ефективността при бъдещи предупреждения
- Необходимостта да се избегнат ситуации, при които предупреждението за наводнение е отменено, но след кратък период от време е обявено отново.

## Най-смъртоносните наводнения в света
В таблицата са показани най-опустошителните наводнения в историята на човечеството, за които са запазени данни. Включени са само тези с брой на жертвите от над 100 хил. души.
| Брой на жертвите      | Описание | Място           | Година                 |
| --------------------- | --- | --------------- | ---------------------- |
| 2 500 000 – 3 700 000 | Китайско наводнение от 1931 година представлява поредица от опустошителни наводнения, настъпили на територията на Република Китай, почти със сигурност най-смъртоносното от 20 век. Оценките на общия брой на жертвите е между 145 хиляди до 4 милиона души. | Китай           | 1931                   |
| 900 000 – 2 000 000   | Наводнението на Жълтата река от 1887 г. е опустошително наводнение в Китай. Тази река е податлива на наводнения поради това че нивото ѝ е високо и тече между диги през широките равнини около нея. Наводнението, което започва през септември 1887 г., убива поне 900 хил. души. То е едно от най-смъртоносните природни бедствия, регистрирани някога.                                        | Китай           | 1887                   |
| 500 000 – 700 000     | Наводнението по Хуанхъ от 1938 година е изкуствено създадено от националистическото правителство в централната част на Китай по време на ранния етап на Втората китайско-японска война в опит да се спре бързото напредване на японските сили. То е наречено най-крупният акт на война със средствата на околната среда в историята.                                                            | Китай           | 1938                   |
| 231 000               | скъсване на стената на язовир Банцяо през август 1975 г. вследствие на обилни валежи и щети, нанесени от тайфун Нина, удавени са около 26 хил. души и други 140 хил. умират в резултат на епидемии. | Китай           | 1975                   |
| 230 000               | Цунами в Индийския океан през 2004 година, образувано вследствие на земетресение в Индийския океан, загиналите са 283 100 души, за изчезнали се водят 14 100 души, а 1 126 900 души са останали без дом. Близо 1/3 от загиналите са деца, а над 9000 са загиналите туристи, повечето европейци. Това е най-разрушителното цунами в човешката история.                                           | Индонезия       | 2004                   |
| 145 000               | Наводнения на река Яндзъ. Десетки милиони хора живеят в долината на река Яндзъ – област, която се наводнява естествено всяко лято и е обитаема само защото е защитена от речни диги. Наводненията са достатъчно големи, за да прелеят дигите и причинят щети и неприятности на фермерите. Едни от най-големите наводнения, които заслужават отбелязване са през 1931, 1935, 1954 и 1998 година. | Китай           | 1931, 1935, 1954, 1998 |
| 100 000               | Наводнението на Свети Феликс става в събота на 5 ноември 1530 година в деня на св. Феликс. Този ден по-късно е известен като злокобната събота. Големи части от Фландрия и Зеландия са напълно залети, а градчета са отнесени от водата, като щетите са огромни. Някои от тези части остават под вода.                                                                                          | Нидерландия     | 1530                   |
| 100 000               | Наводнението в делтата на Червената река, наричана Хонгха във Виетнам през 1971 година става по време на война, което засилва ефекта. Наводнения стават всяка година, но това е едно от най-опустошителните предвид гъсто заселените райони. | Северен Виетнам | 1971                   |
| 100 000               | Наводнението на река Яндзъ от 1911 година е второто по брой на жертви на тази река. | Китай           | 1911                   |

## Наводнения в България
В последните години наводненията са природните бедствия, които нанасят най-много щети в България. Причините са много и комплексни, като между тях могат да се изброят промените в климата, безогледното изсичане на гори, незаконното строителство и остарели съоръжения. Най-голямото наводнение в близки години е това от 2005 година, причинено от продължителни проливни дъждове, когато са нанесени щети за стотици милиони лева, разрушени са сгради и има загуба на живот като много хора остават без покрив над главата си. Засегната е 70% от територията на страната, прииждат реките Скът, Искър и Видима, преливат язовири и се образуват нови езера.
През 1991 година след продължителни и силни валежи, река Янтра излиза от коритото си и залива град Габрово.
Друго голямо нaводнение е това във Видин през март 1942 година. Температурите през февруари месец същата година падат много ниско и река Дунав замръзва. Когато ледът започва да се топи, се образуват големи ледени блокове, като един от тях създава своеобразна ледена тапа при остров Богдан. Вследствие на това водата на реката бързо и рязко се покачва и залива града. Защитните съоръжения и отводнителни канали се оказват недостатъчни.